# Позола (Пистоја)
Позола је насеље у Италији у округу Пистоја, региону Тоскана.
Према процени из 2011. у насељу је живело 5 становника. Насеље се налази на надморској висини од 939 м.